# Pintor de los cerdos

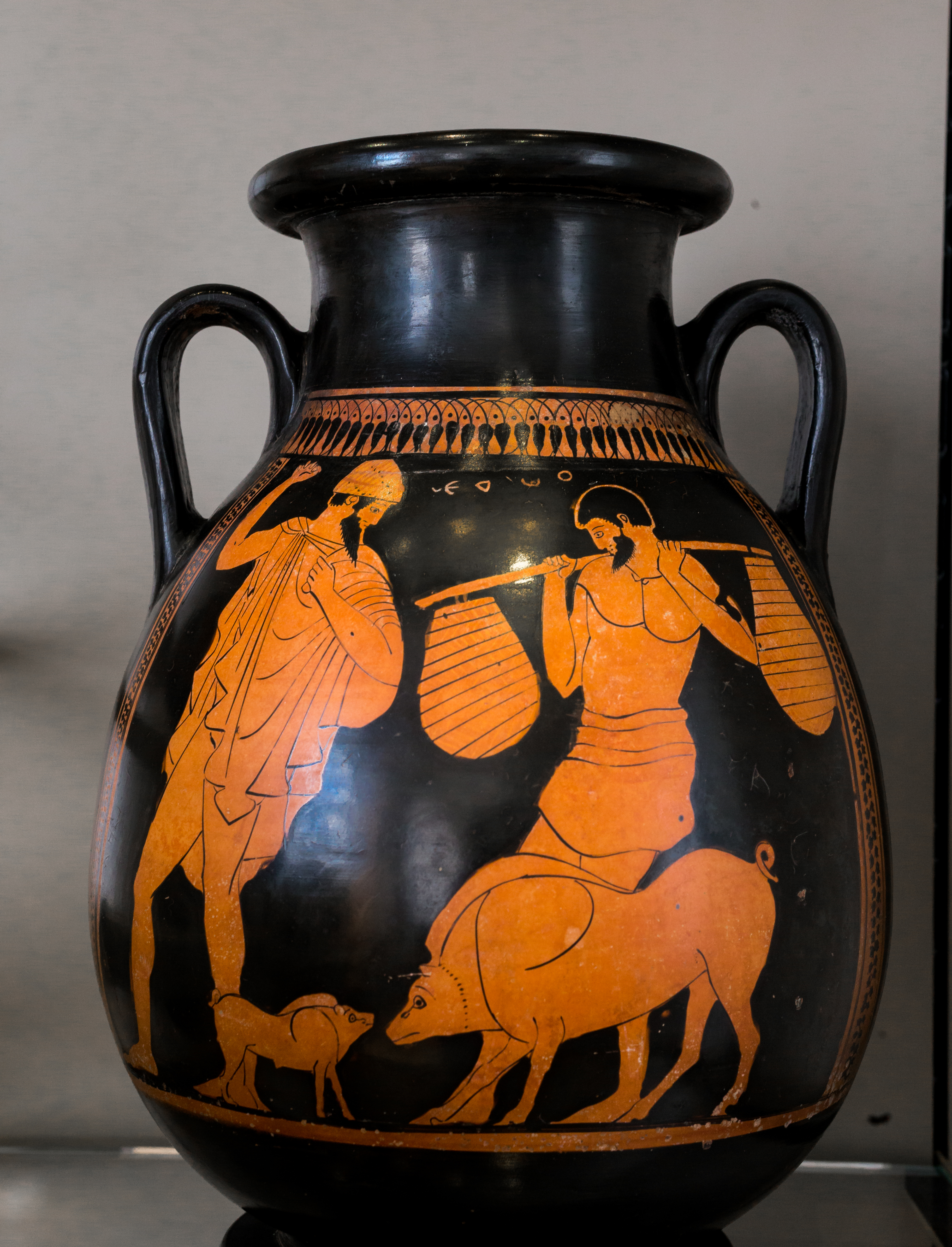
Pélice de figuras rojas, que representa a dos campesinos y sus cerdos, Museo Fitzwilliam GR.9.1917, Cambridge.

Pintor de los cerdos es el nombre convenido dado a un pintor ático de vasos activo aproximadamente entre el 480 y el 450 a. C.
Pintor  de vasos manieristas del período ático clásico temprano, fue alumno y sucesor de Misón, de quien probablemente heredó su taller, aunque entre los manieristas más antiguos no era precisamente uno de los artistas más importantes.
Su nombre deriva de la representación de dos cerdos en su pélice conservado en Cambridge (Museo Fitzwilliam, n.º inv.  9.17). Este pélice de figuras rojas representa a dos campesinos y sus cerdos; uno de los hombres lleva un píleo y un saco al hombro, mientras que el otro lleva dos cestas al hombro enganchadas a una vara (según otra interpretación, se trata de Odiseo y su fiel porquero Eumeo.
Siguiendo la tradición manierista, prefería los vasos grandes, especialmente las cráteras de columnas y los pélices. Los rasgos característicos de su estilo son los ojos pequeños, las barbas ralas y las orejas estilizadas. Evitaba composiciones complejas (y variadas). En su obra predominan las escenas de género; las escenas de mitología griega son menos comunes. Sus composiciones suelen consistir en dos figuras enfrentadas. En sus primeras obras, su dependencia de Myson es más evidente; el diseño aquí parece más elaborado. Las cráteras y pélices están decorados con figuras altas y alargadas (típicas del manierismo), que recuerdan el estilo del Pintor de Pan en su primera etapa creativa. El Pintor de los cerdos adoptó sobre hidrias formas más libres, más ricas en movimiento, quizás en una fase más madura de su obra.
Su ánfora de figuras rojas de Cambridge (Museo Fitzwilliam GR 22.1937) representa al héroe Teseo realizando uno de sus doce trabajos, similar a Heracles, y a punto de matar al villano ático Procusto, que atacaba a los viajeros. Procrusto obligaba a los extraños a acostarse en una cama y luego los golpeaba con un martillo (una piedra) para alargarlos o les cortaba las extremidades para que cupieran en la cama. El dramatismo del castigo de Teseo se ve realzado por el hecho de que la acción aún no ha sido consumada. Teseo ya ha herido a Procusto con su hacha, quien intenta defenderse con un martillo. El reverso del ánfora representa a la diosa del amanecer Eos intentando apoderarse del apuesto joven Titono, quien se ha sentido atraído por ella. Más tarde, por amor a él, le rogó a Zeus la inmortalidad, pero como olvidó pedir la eterna juventud, él envejeció ante sus ojos.
Otra obra notable es el calpis de figuras rojas de Madrid (Museo Arqueológico Nacional, 1999/99/105), donde el pintor utilizó líneas en relieve en los pliegues de las ropas y pintura diluida en sus quitones y collares para representar las figuras. La escena del vaso representa el rapto de la diosa Tetis por el joven Peleo. En el centro de la composición, el héroe forcejea con su hija Nerea, intentando apoderarse de ella sujetándola con fuerza por la cintura.

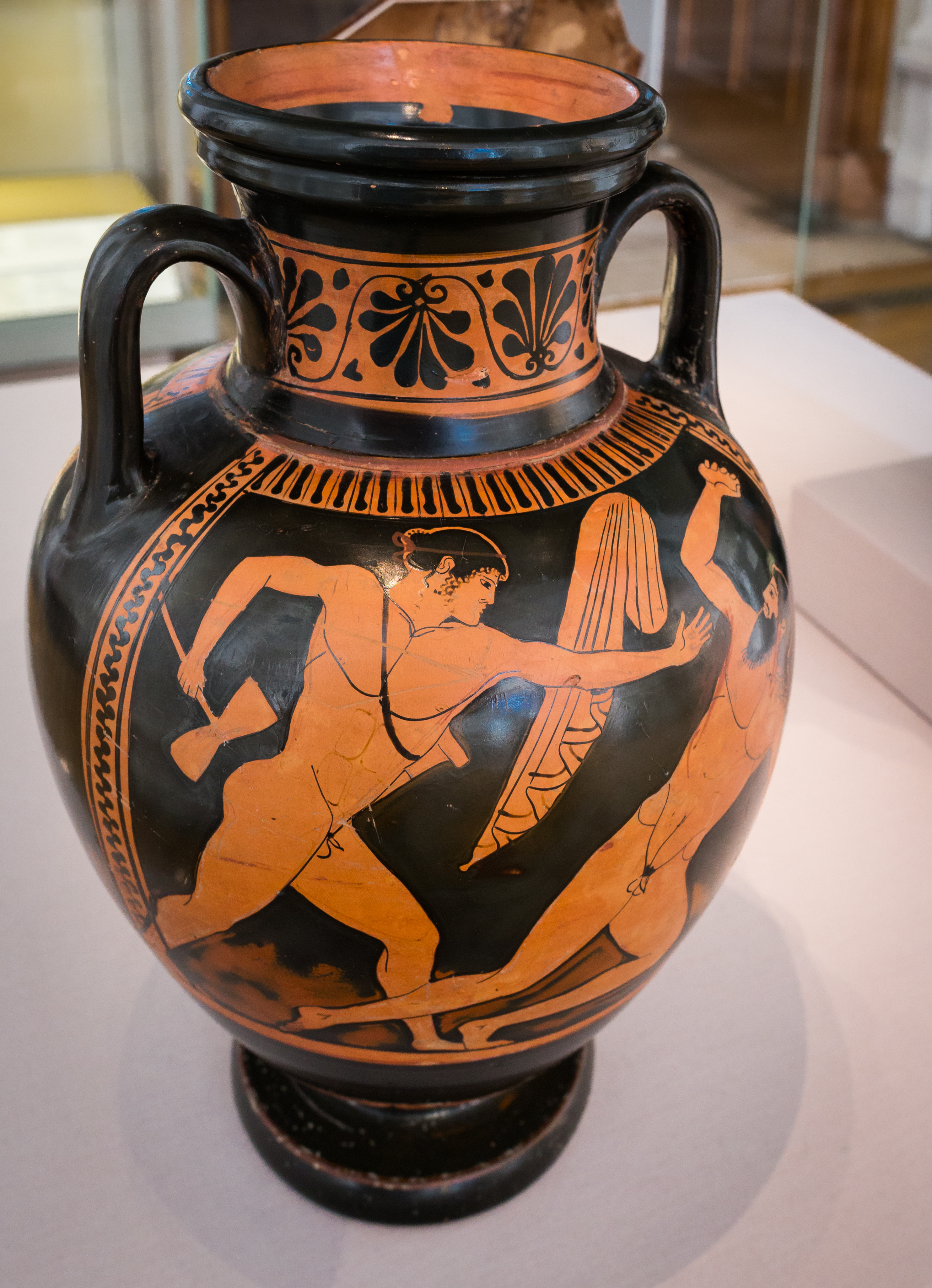
Ánfora de cuello ática de figuras rojas, el lado A muestra a Teseo preparándose para matar a Procusto con un hacha doble, Museo Fitzwilliam GR.22.1937, Cambridge.
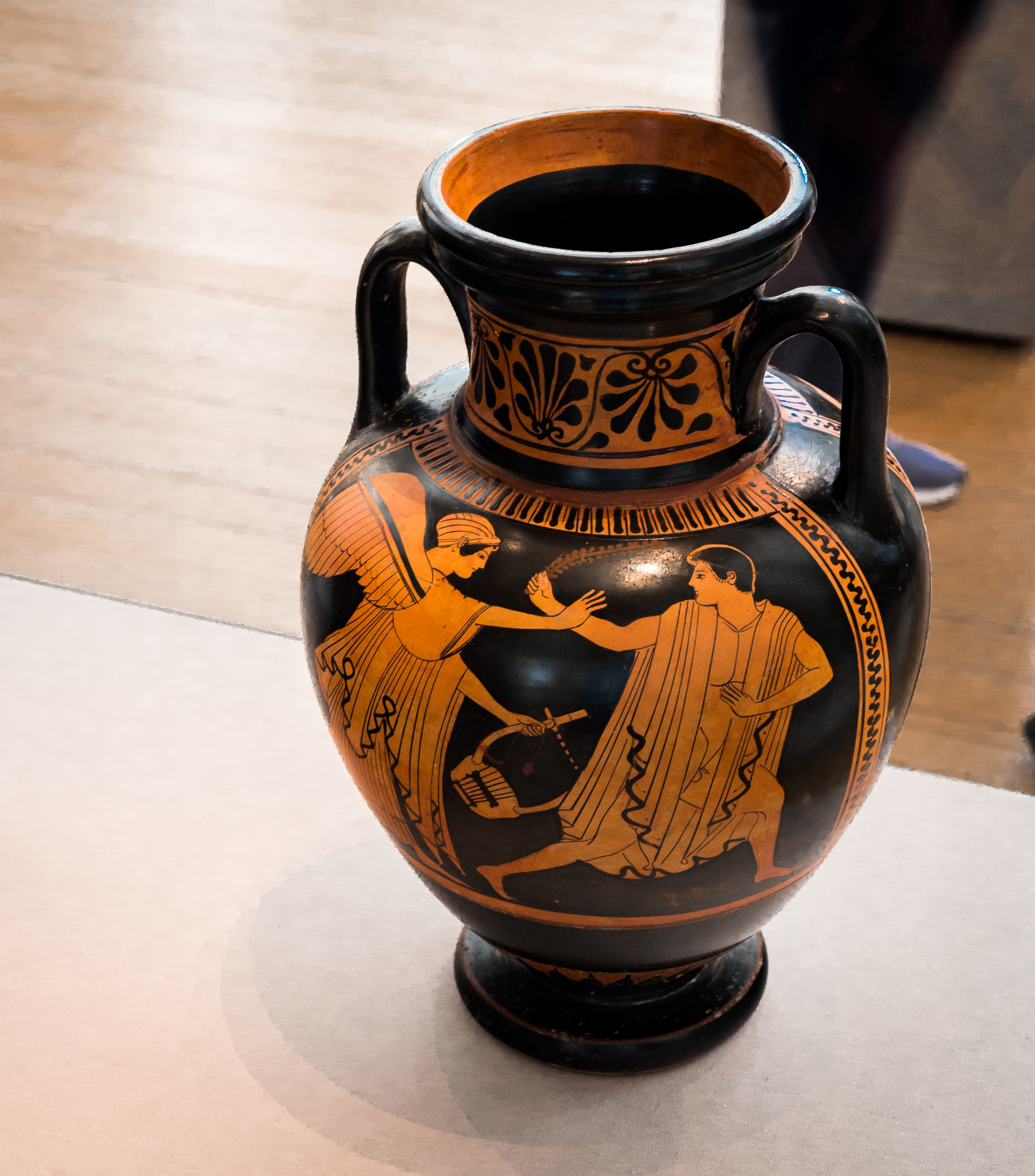
Ánfora de cuello ática de figuras rojas, lado B que representa a la diosa Eos y Titono, Museo Fitzwilliam GR.22.1937, Cambridge.
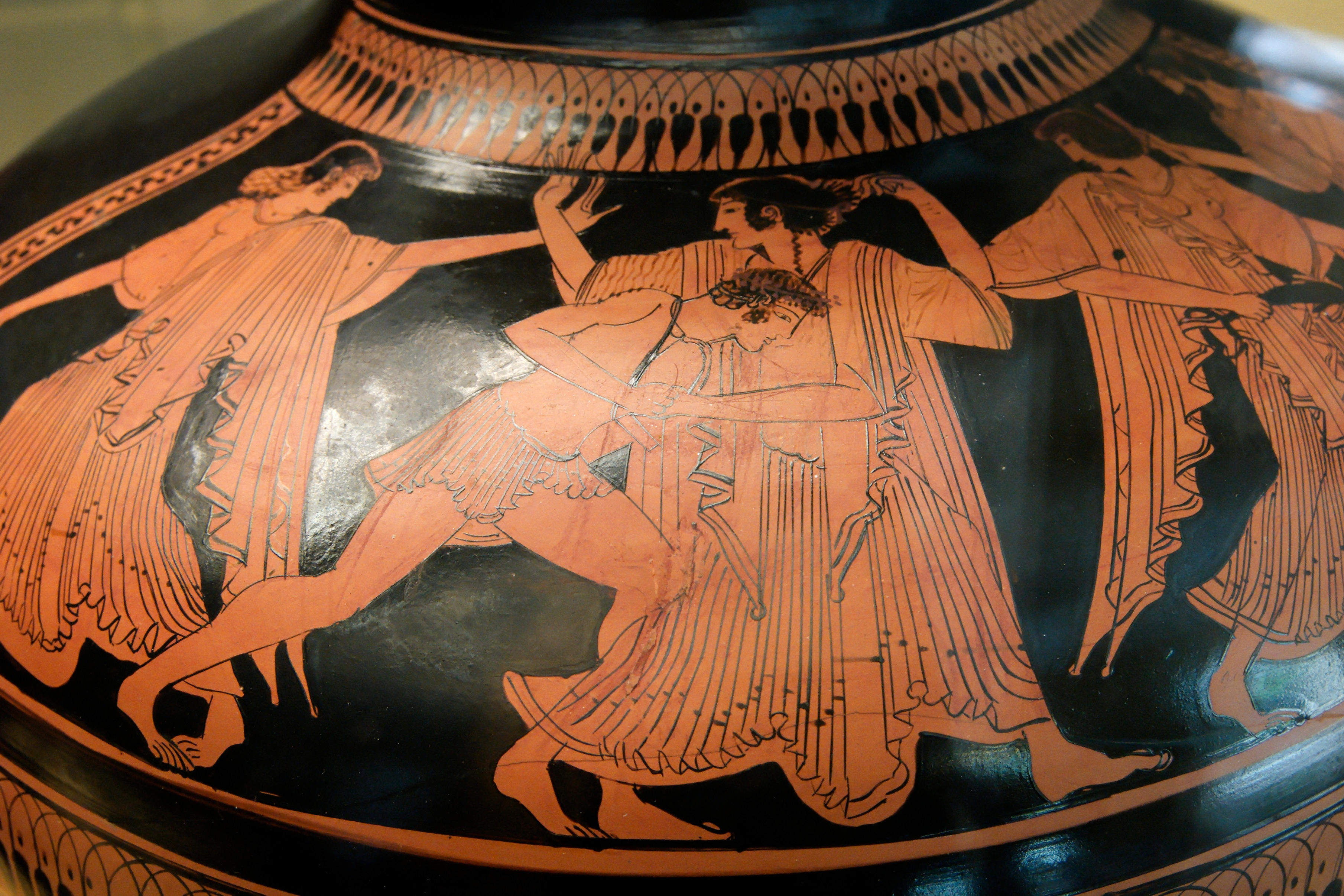
Hidria ática de figuras rojas, rapto de  Tetis por Peleo, Museo Arqueológico Nacional 1999/99/105, Madrid.
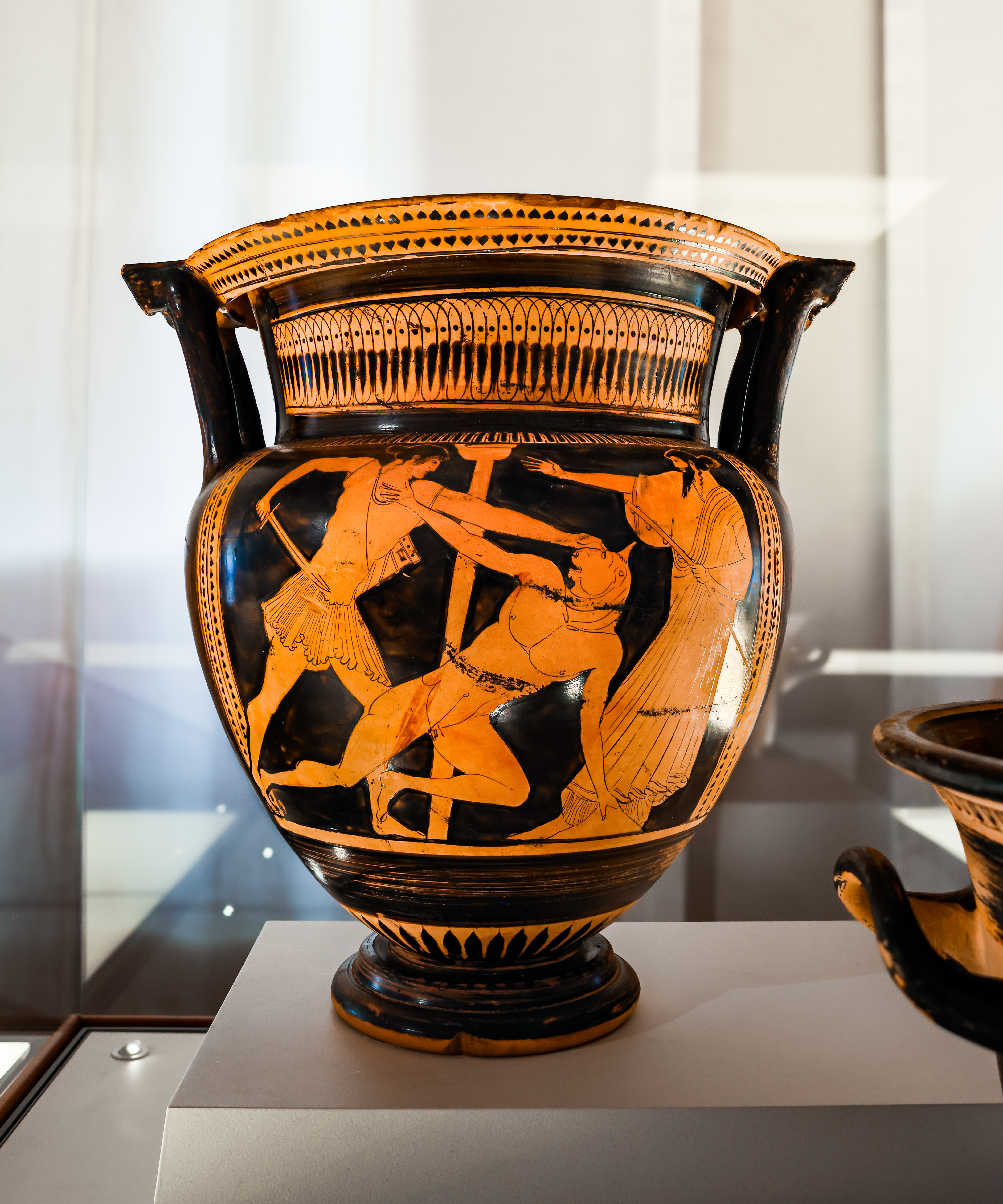
Crátera de columnas ática de figuras rojas, Teseo matando al Minotauro, Museo Archeologico Nazionale 817, Ferrara.